# Henriette Hertz

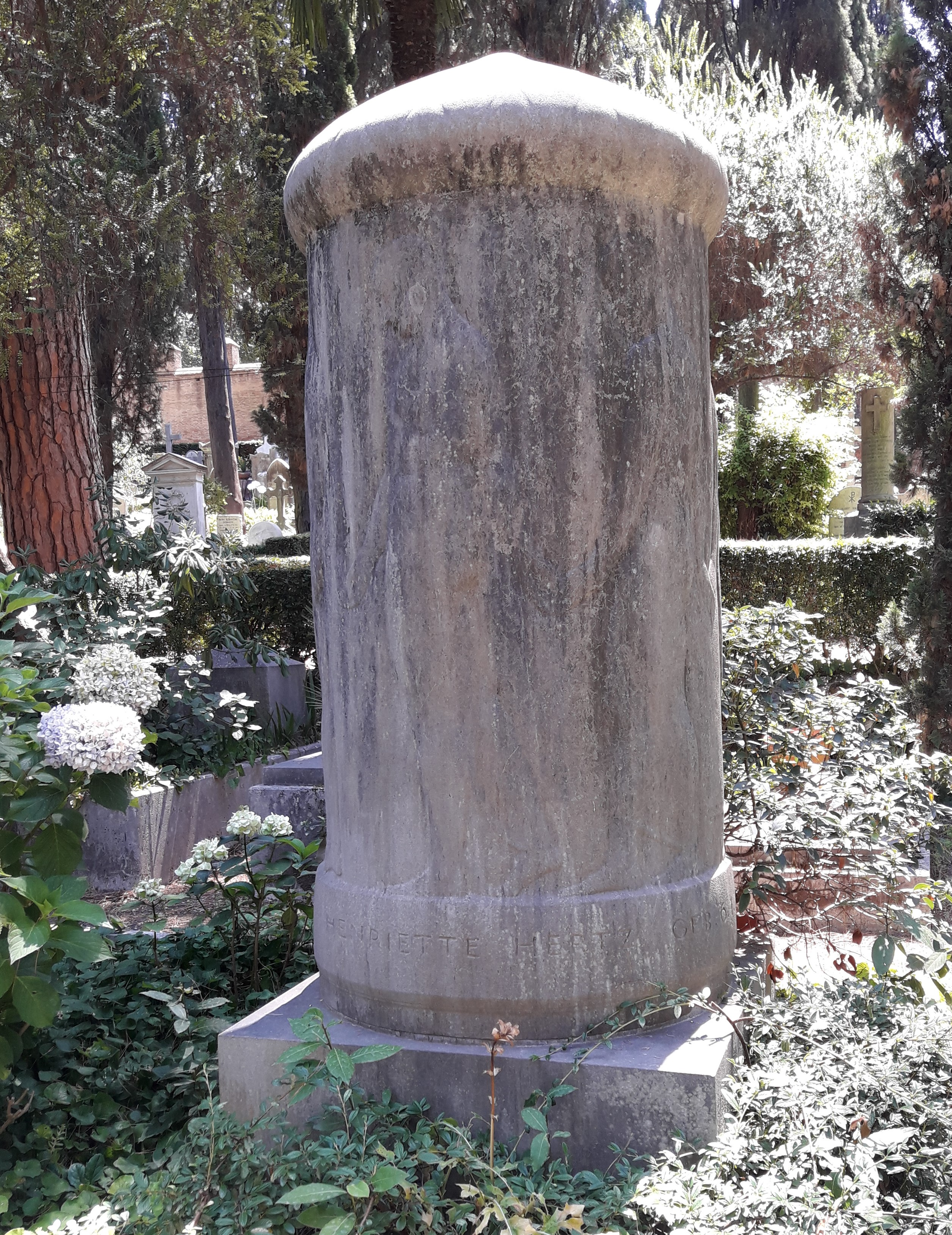
Grab von Henriette Hertz, Cimitero acattolico, Rom 2017

Henriette Hertz (* 6. Januar 1846 in Köln; † 9. April 1913 in Rom) war eine deutsche Mäzenin und Kunstsammlerin. Auf ihre Stiftung geht die Bibliotheca Hertziana in Rom zurück.

## Leben
Henriette Hertz entstammte jüdischen kleinbürgerlichen Verhältnissen. Ihr Vater Abraham kam aus Gangelt bei Geilenkirchen und hatte sich mit seiner Frau Rosa Hecht aus Neuendorf und den Kindern 1844 als Kaufmann und Pferdehändler in Köln niedergelassen. Henriette Hertz war nach den Eintragungen das erste in Köln geborene Kind der Familie. Von ihren 16 Geschwistern überlebten sieben die Kindheit. Ihre Nichte, die Malerin Alide Goldschmidt, heiratete den englischen Philologen Israel Gollancz.
Bekannt ist Henriette Hertz vor allem durch die Gründung des ersten Instituts für Kunstgeschichte in Rom, der Bibliotheca Hertziana, und deren Stiftung als Vermächtnis an die Kaiser-Wilhelm-Gesellschaft (KWG). Die Bibliothek wurde Mitte Januar 1913 eröffnet. In ihrem Kodizill vom 21. März 1913 übereignete sie der KWG den von ihr im Jahr 1904 erworbenen Palazzo Zuccari, den gesamten Bestand ihrer Bibliothek (Einrichtung, Bücher, Manuskripte, Fotografien etc.) sowie ein in Wertpapieren angelegtes Stiftungskapital von 12.500 £ zur Finanzierung des Instituts und 50.000 Lire zur Erweiterung der Bibliothek. Henriette Hertz wollte mit der Gründung der Bibliotheca Hertziana im Palazzo Zuccari die Forschung zur römischen Kunstgeschichte, speziell der Renaissance vorantreiben.
Ein Porträt von Henriette Hertz, gemalt von Alide Goldschmidt, hängt in der Bibliotheca Hertziana.
Eine enge Freundschaft verband sie mit dem sehr vermögenden Ehepaar Frida und Ludwig Mond, dem Philosophen und Indologen Paul Deussen sowie dem Kunsthistoriker Ernst Steinmann, dem Gründungsdirektor der Bibliotheca Hertziana.
1871konvertierte Hertz vom Judentum zum Protestantismus. Ihr Grab befindet sich auf dem Protestantischen Friedhof von Rom, Zona Terza Nr. 8/115.  Der Grabstein wurde von dem deutschen Bildhauer Otto Placzek geschaffen.